# Сражение у островов Формигес
Сражение у островов Формигес (исп. Batalla de Formigues) — морские сражения, произошедшие во время Арагонского крестового похода. 28 августа и 3 сентября 1285 года французский флот потерпел поражение от арагонского флота у побережья Каталонии.

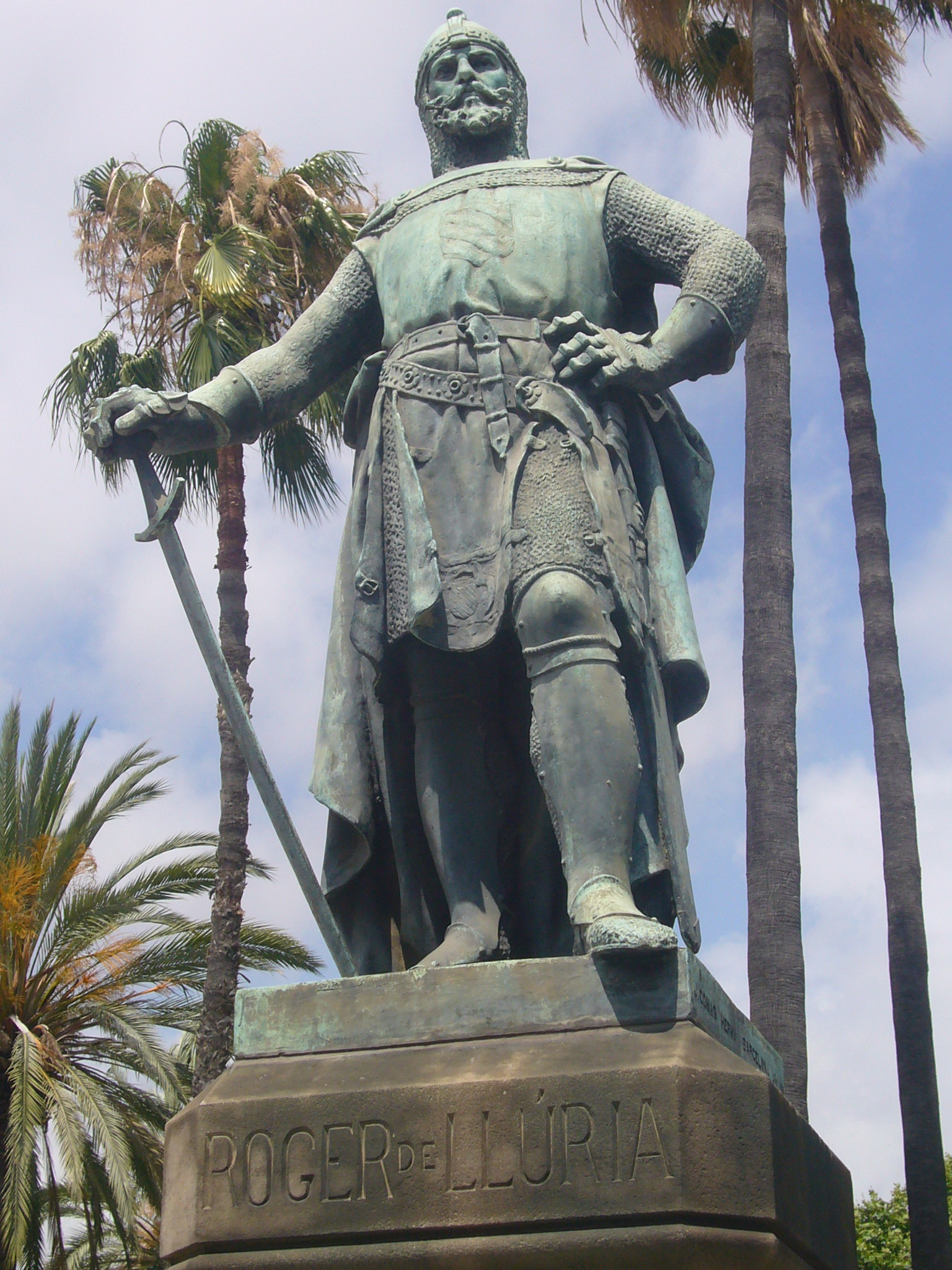
Памятник Руджеро де Лаурии в Барселоне

Вследствие предыдущих побед Педро III Великого на Сицилии римский папа Мартин IV объявил в 1284 году против него крестовый поход.  Французские войска короля Филиппа III вторглись в Руссильон, захватывая одну крепость за другой. Но линии снабжения армий полностью зависели от объединённого франко-генуэзского флота. Король Педро III понимал, что нарушение линий снабжения французов наверняка заставит их отступить, поэтому отозвал из Палермо к побережью Каталонии арагонский флот под командованием Руджеро де Лаурии. 24 августа во главе 40 боевых галер адмирал достиг Барселоны, будучи хорошо информированным о расположении французов. 
В ночь на 28 августа Лауриа напал на флот противника, стоявший в районе островов Формигес. Флот противника состоял из 10-16 генуэзских галер под командованием Хуана де Оррео и 15-20 французских галер под командованием Анри де Мари. 
Лауриа разместил на каждой галере по два зажженных фонаря, чтобы в ночной тьме его флот казался вдвое большим. Арагонцы окружили флот противника, заставив отступит генуэзцев, а затем вступили в бой против французов. Благодаря энергичному использованию таранов, а также разрушительному граду болтов из арбалетов, очистивших французские палубы, победа была полной. За поражением французов, как это было принято в средневековых морских войнах, последовала массовая резня.
Далее Лауриа пошёл к заливу Росас, где находился еще один флот из более чем 50 кораблей. Он обманул противника и приблизился к нему под французским флагом. В последовавшем 3 сентября морском сражении французы потерпели поражение, а весь их флот был захвачен или потоплен. Затем, получив подкрепление из Барселоны, Лауриа в конце дня взял Росас и захватил все хранившиеся там французские припасы.
Эта блестящая морская битва, а также поражение французских войск у холма Панисас вынудили короля Филиппа III отступить.